# Eiserne Division

Fahne der Eisernen Division

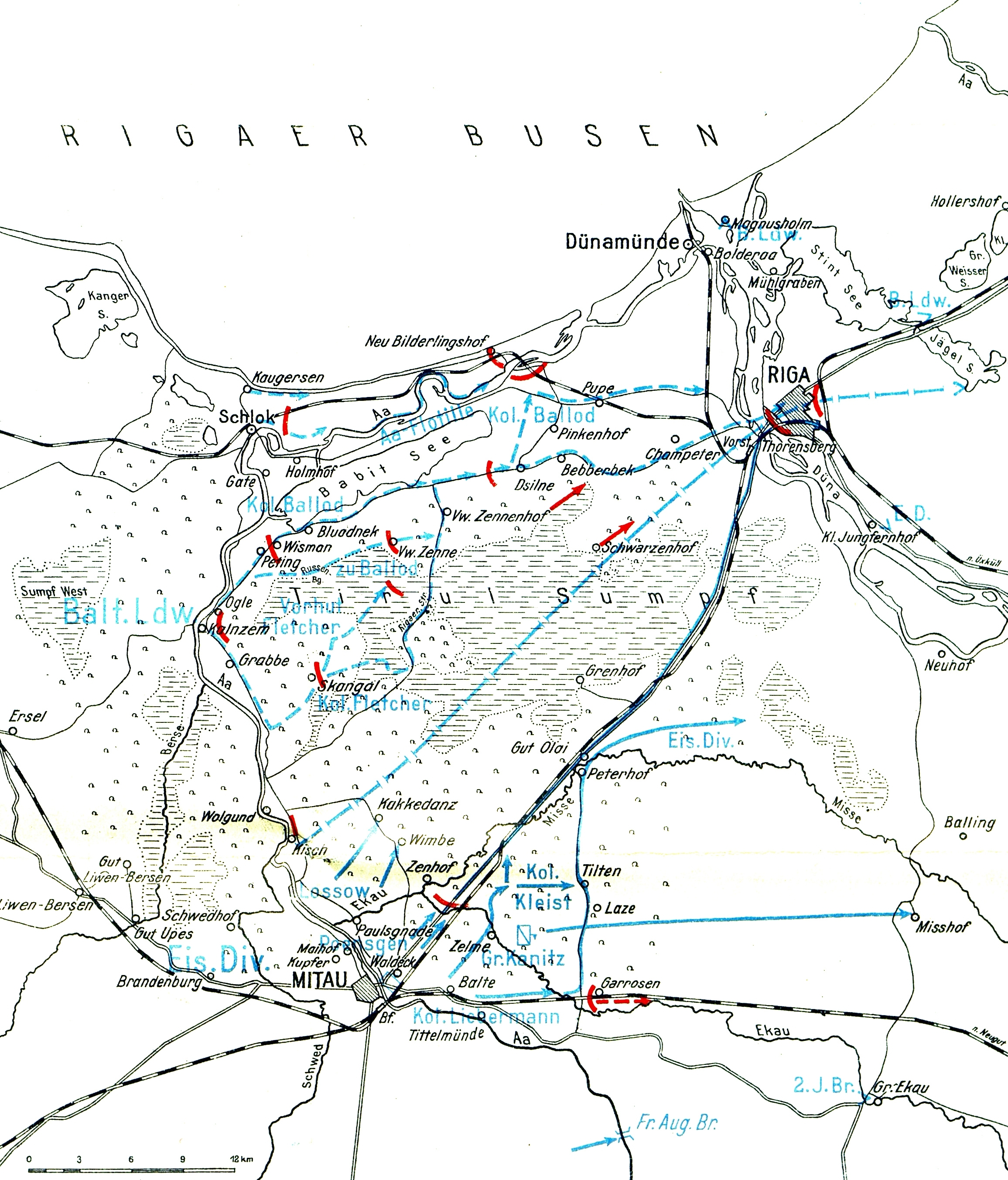
Das Vorgehen in Lettland im Jahr 1919.

Eiserne Division nannte sich ein aus deutschen Freiwilligen bestehender militärischer Verband, der 1919 im Baltikum am lettischen Unabhängigkeitskrieg teilnahm. Es war die bekannteste Formation der Freikorps im Baltikum. Der Verband wurde gegen die Armee Rätelettlands eingesetzt und kämpfte später nach einem Übertritt unter russisch-monarchistischem Kommando gegen die Armee der Republik Lettland. Die zeitweise bis zu 16.000 Mann zählende Division wurde Anfang 1920 wegen Meuterei aufgelöst.

## Eiserne Brigade
Nach dem Ende des Ersten Weltkrieges zogen sich die kriegsmüden Truppen der deutschen 8. Armee vor der Roten Armee aus dem östlichen Baltikum zurück. Um den Abtransport von Truppen und Material zu schützen, wurde ab dem 29. November aus Soldaten der Armee die sogenannte Eiserne Brigade angeworben. Dies war auf einer gemeinsamen Sitzung des Reichsbevollmächtigten August Winnig, des Armeebefehlshabers Hugo von Kathen und des Zentralsoldatenrats beschlossen worden. Es meldeten sich etwa 600 Freiwillige, die jedoch später teilweise den Frontdienst verweigerten.
Eine Verteidigung Rigas durch die Baltische Landeswehr, eine größtenteils aus Deutschbalten bestehende freiwillige Truppe, und die Eiserne Brigade scheiterte. Am 3. Januar zog eine Räteregierung in Riga ein (siehe Lettische Sozialistische Sowjetrepublik (1918–1920)). Die bolschewistischen Armeen, welche hauptsächlich aus Roten Lettischen Schützenregimentern bestanden, eroberten bis Mitte Januar 1919 fast das ganze Staatsgebiet Lettlands, und man befürchtete, dass sie einen Vormarsch auf Ostpreußen planten, um in Deutschland eine Revolution auszulösen. Um dies zu verhindern, erlaubte der Rat der Volksbeauftragten die Werbung von Freiwilligen und Freikorps im Reich. Vorerst fanden sich die schwachen Fronttruppen jedoch auf einem kleinen Gebiet um Libau (lett. Liepāja) zusammengedrängt und hatten Nachschubsorgen, weil rückwärtige rote Soldatenräte den Grenzschutztruppen die Eisenbahn blockierten.

## Eiserne Division
Am 16. Januar wechselte das Kommando der Eisernen Brigade von Oberst Friedrich Kumme auf Major Josef Bischoff über. Dieser verbot den weiteren Rückmarsch, schickte unzuverlässige Truppenteile nach Hause und taufte die restlichen 300 Mann in „Eiserne Division“ um. Durch eintreffende Verstärkungen und neue Kampftaktiken konnte die Front an der Windau (lett. Venta) dann auch tatsächlich gehalten werden. Dazu trugen auch Probleme der Bolschewisten an anderen Fronten bei.
Anfang Februar 1919 übernahm das VI. Reserve-Korps die Befehlsführung in Kurland. Dem Kommandierenden General, Generalmajor Rüdiger von der Goltz, unterstanden das Gouvernement Libau, die Baltische Landeswehr, die Eiserne Division, die eintreffende 1. Garde-Reserve-Division und verschiedene kleinere Freikorps. Die Eiserne Division nahm Anfang März an der Offensive auf Mitau (lett. Jelgava) teil und besetzte die alte Weltkriegsstellung bei Olai (lett. Olaine). Am 22. Mai wurde gemeinsam mit der Baltischen Landeswehr Riga zurückerobert, wobei sich die Eiserne Division durch ihre Brutalität auszeichnete. In der Folge gaben die Roten Armeen zunächst den Kampf um Lettland auf.
Im Juni 1919 wurde die Division im Konflikt zwischen der lettischen Niedra-Marionettenregierung einerseits und der Republik Estland sowie der lettischen Ulmanis-Regierung eingesetzt. Da deutsche Truppen auf Befehl der Reichsregierung und der Ententemächte keine weiteren Offensivbewegungen durchführen sollten, traten fünf Bataillone und drei Batterien 14 Tage lang in Niedra-lettische Dienste. Bei der Schlacht um Wenden (lett. Cēsis) wurden sie jedoch entscheidend besiegt. Teilweise verweigerten die Truppen den Dienst, weil sie nur zum Kampf gegen die Bolschewisten geworben worden waren. Nach der folgenden Räumung Rigas und dem Waffenstillstand von Strasdenhof fand sich die Division wieder im Olai-Abschnitt.

## Zusammensetzung
Durch Übernahme geschlossener Freikorps und einzelner Freiwilliger erreichte die Division bis zum Sommer 1919 eine Verpflegungsstärke von etwa 14.000 Mann. Es existierten drei Infanterie-Regimenter und ein Artillerie-Regiment sowie Kavallerie und Nachschubtruppen. Die Freiwilligen unterschrieben einen Vertrag auf jeweils einen Monat, erhielten eine Baltikumzulage zum Sold und hatten Aussicht auf die lettische Staatsbürgerschaft; auch wurde ihnen, allerdings ohne Berechtigung, Siedlungsland versprochen. Neben den Siedlungswilligen meldeten sich Idealisten, Berufssoldaten, die nicht in der Reichswehr unterkamen, Abenteurer, Arbeitslose, aber auch allerlei zweifelhafte Elemente bis zu Kriminellen, die sich so der einsetzenden Strafjustiz im Reich entziehen wollten. Etwa die Hälfte des eintreffenden Ersatzes wurde zurückgeschickt, weil er „sittlich“ ungeeignet erschien. Des Öfteren mussten Truppenteile wegen Unzuverlässigkeit aufgelöst werden. Auch politisch missliebige Offiziere und Mannschaften wurden abgeschoben. Die Division wurde so zu einem Sammelbecken für reaktionäre, monarchistische und nationalistische Kräfte.
Die Kämpfe wurden von beiden Seiten erbarmungslos und auf Kosten der Zivilbevölkerung geführt. Gefangene wurden befehlswidrig erschossen und ausgeraubt. Das Marodeurwesen im Hinterland konnte niemals abgestellt werden. Nach der Eroberung Rigas erregten die Ausschreitungen im Bereich der Eisernen Division internationales Aufsehen. Wegen der vielen Übergriffe und Überbelastung der Feldgendarmerie mussten besondere Kompaniegerichte eingerichtet werden.
Obwohl ab Juli offiziell die Räumung des Baltikums begann, verstärkte sich die Division weiter und unterhielt zu diesem Zweck illegale Werbestellen in Deutschland.
Ziel der Kreise um Bischoff war, entgegen der offiziellen deutschen Politik, gemeinsam mit den russischen Weißen Armeen die Bolschewiken zu entmachten und Einfluss auf ein künftiges Russland zu gewinnen. Zumindest sollte die Division solange wie möglich erhalten bleiben, um gegebenenfalls bei einem reaktionären Umsturz in Deutschland mitzuwirken.

## Fahne und Wahlspruch
Wie viele andere Freikorps der Zeit nach dem Ersten Weltkrieg führte die Eiserne Division schwarz als Grundfarbe ihrer Fahne. Auf dieser war ein weißer Totenkopf abgebildet, unter dem der Spruch „und doch“ stand. Dieser Wahlspruch stellt eine Reaktion auf das Verhalten der deutschen Regierung während des sogenannten Baltenputsches vom 16. April 1919 dar, infolge dessen die Eiserne Division aufgefordert wurde, sich zurückzuziehen. Vonseiten der Eisernen Division wurde dieses Verhalten als Verrat an den Baltikumern gewertet. Hieraus entwickelte sich die Geschichte vom unbeugsamen Trotz und eisernen Willen der Baltikumer, die die „letzten Deutschen überhaupt“ gewesen seien und in dem Wahlspruch „und doch“ symbolischen Ausdruck fand.
Dieser Ausspruch findet sich auch in der Erinnerungsmedaille der Eisernen Division wieder. Dort ist der Wahlspruch „und doch“ unter dem stilisierten Totenkopf eingeprägt. Zur Entstehung dieser Erinnerungsmedaille gibt es eine Rede von Major Josef Bischoff:
"Und dieser Kampf wird kommen. Man wird uns rufen, meine Herrn! Denn die Reichswehr wird versagen! Schon jetzt hat mich Exzellenz Estroff gebeten, ihm Offiziere und Mannschaften zu überweisen, die in seinem Befehlsbereich die Truppe mit den Eigenartigkeiten des Kleinkrieges vertraut machen und die Ausbildung dazu leiten sollen.
Die Eiserne Division wird bald in Erscheinung treten und dann ist alles gewonnen. Durch Widerstand aber wäre alles verloren. Ich verkenne nicht, dass die Auflösung der Division ein großes Risiko bedeutet. Eine Wiederaufstellung in zwei Monaten wird mit großen Schwierigkeiten verknüpft sein, nicht technischer, aber menschlicher Art. Was jetzt an Mannschaften und Offizieren noch da ist, ist dreifach gesiebt, ist der feste Kern, und bildet das beste Kriegsmaterial was es gibt. Es gilt, mit allen Mitteln diese Leute der Division zu erhalten und es ist die dankbarste und angenehmste Aufgabe des Offiziers, mit diesen seinen Leuten in Verbindung zu bleiben. Kommt dann einst in den Zeitungen der Ruf: "die Eiserne Division sammelt sich am so und sovielten da und da, dann können wir mit Gewissheit darauf rechnen, dass wir fast über Nacht schlagfertig wieder dastehen werden. Unsere Pferde werden wir hier in Ostpreußen auf den Gütern unterstellen, unsere Kanonen, Wagen und überzählige Waffen werden wir dem W.Kr. Grkr [?] I leihweise überlassen.
Meine Herren, diese freiwillige Abgabe der Waffen ist wohl das größte Zeichen der Disziplin, das ich von der Truppe erwarten muss. Es hat keinen Zweck, das Material mit nach Deutschland zu nehmen. Dort liefert es die Regierung ohne weiteres an die Entente aus, oder, wenn es uns auch gelingen sollte es in einzelnen Depots im Lande zu verbergen, so wird unser größter Feind Spartakus schon dafür sorgen, dass das Lager nicht lange verborgen bleibt.
Das sind jedoch zur Zeit alles Sachen untergeordneter Art. Für uns Offiziere erhebt sich jetzt die große Frage: wie können wir für unser Land weiter sorgen? Die nötigen Schritte zur Gründung von Arbeitsgemeinschaften habe ich bereits getan. Ich werde jetzt nach Berlin zur Regierung fahren um von ihr Vorteile für die Truppe heraus zu pressen, namentlich Innehaltung des russischen Vertrages. Ob ich wiederkommen werde, weiß ich nicht. Vielleicht nehmen sie mich in Berlin fest, vielleicht lassen Sie mich sonst irgendwie verschwinden. Nach zuverlässigen Meldungen haben sie bereits 30 Spartakisten mir hier auf den Hals geschickt. Sollte mir also in Berlin etwas passieren, so lassen Sie sich darüber keine grauen Haare wachsen, einer unter Ihnen wird sich schon finden, der das Werk zu Ende führt!
Und, meine Herren, wir führen es zu Ende! Ich habe jetzt eine Medaille schlagen lassen.
Sie trägt auf der Rückseite die Inschrift
„Und doch!“
Und doch! Das sei unser Wahlspruch, unser Gedanke, wenn wir alles was wir sonst auf dem Herzen haben, zusammenfassen in dem Ruf
Unsere Eiserne Division
Hurrah! Hurrah! Hurrah!"

## Übertritt zur Westrussischen Befreiungsarmee
Als am 23. August 1919 bereits die ersten Transporte der Division zur Verladung nach Deutschland bereitstanden, entschloss sich Bischoff auf eigene Verantwortung zur Befehlsverweigerung und stoppte den weiteren Abtransport. Ende September trat die Division dann gemeinsam mit den Freikorps der Deutschen Legion zur Westrussischen Befreiungsarmee des Abenteurers Pawel Michailowitsch Bermondt-Awaloff über. Bei deren Vormarsch erreichte die Division die westlichen Vorstädte Rigas, ohne die Stadt erobern zu können. Als die Ententemächte zugunsten Lettlands eingriffen und außerdem die deutsche Grenze für den Nachschub gesperrt wurde, brach die zu 80 % aus deutschen Freikorps bestehende Bermondt-Armee zusammen. Die Division musste den Rückzug antreten. Mitte Dezember überquerten die letzten Truppenteile die deutsche Grenze bei Memel.

## Auflösung
Die verbliebenen Freikorpsleute fühlten sich von der eigenen Regierung verraten. Zu dem erwarteten Marsch auf Berlin kam es wegen mangelnder politischer Führung jedoch nicht. Die Freiwilligen erhielten Straffreiheit, hatten aber keine Möglichkeit, in die Reichswehr aufgenommen zu werden oder Arbeitsstellen in der Industrie zu finden. Nach der Demobilisierung blieben viele Divisionsangehörige als Landarbeitergemeinschaften auf Gütern in Pommern zusammen.
Beim Kapp-Putsch war die Division zwar bereits zum Großteil aufgelöst, viele ehemalige Mitglieder waren jedoch am Putsch beteiligt. Ehemalige Divisionsangehörige waren später auch an den Freikorpskämpfen im Ruhrgebiet (Ruhraufstand) und Oberschlesien (Aufstände in Oberschlesien) beteiligt.
Die Ideologie des Ritts nach Osten und der Antibolschewismus der Freikorps war eine der Wurzeln des Nationalsozialismus. Die ehemaligen Baltikumer waren während der Weimarer Republik ein Destabilisationsfaktor und traten zu einem großen Teil der Hitlerbewegung bei.

## Bekannte Divisionsangehörige
Heinz Guderian (April bis August als Zweiter Generalstabsoffizier), Rudolf Berthold, Waldemar Hartmann, Bruno Loerzer, Kurt Andersen, Paul Hofmann, Kurt Kaul, Bernhard Ruberg, Richard Manderbach, Günther Pancke.

## Divisionsgliederung 1919
Folgende Gliederung lag vor:
- Kommandeur: Major Josef Bischoff

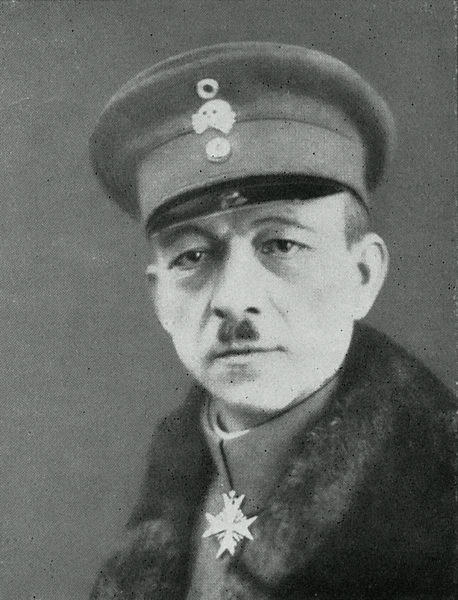
Major Josef Bischoff

- Erster Generalstabsoffizier: Hauptmann Biese

Anfang März 1919
- Bataillon Doin
  - Kompanie Mitau
  - Kompanie Lüneburg
  - MG-Kompanie
  - Jagdkommando Drachenfels (von der Baltischen Landeswehr)
  - Jagdkommando Nolde (von der Baltischen Landeswehr)
  - Jagdkommando von Besser
  - Pionier-Kompanie Volkmar
  - Feldartillerie-Zug Gädicke
- Abteilung Heiberg
  - MG-Abteilung von Petersdorff
  - Jäger-Bataillon Oberleutnant Büchner
  - Kompanie Schleswig-Holstein
  - Kompanie Schönfeldt (vom Bataillon Graf Kanitz)
  - Feldartillerie-Zug Kischke

- Bataillon Erich Balla
  - Kompanie Belitz
  - Kompanie Clodius (vom Bataillon Graf Kanitz)
  - Feldartillerie-Zug Trapp
- Bataillon von Borcke
  - 1. Zug
  - 2. Zug
  - MG-Zug
- Abteilung Liebermann
  - 1. Zug
  - MG-Kompanie
  - Pionier-Abteilung
  - Feldartillerie-Zug Schilling
- Bataillon Graf Kanitz (Freiwilligen-Bataillon 7)
  - Feldartillerie-Zug
- Kavallerie-Abteilung Preetzmann
- Flieger-Abteilung 427 (ohne Staffel Fick)
- Weitere Divisionseinheiten

Ende Mai 1919
- 1. Infanterie-Regiment (Major von Lossow)
  - I. Bataillon
  - II. Bataillon (Groeben)
  - III. Bataillon (Heiberg)
- 2. Infanterie-Regiment (Major von Kleist)[6]
  - I. Bataillon (Liebermann)
  - II. Bataillon (Balla)
  - III. Bataillon (Henke)
- 3. kurländisches Infanterie-Regiment (Hauptmann Poensgen)
  - I. Bataillon
  - II. Bataillon
  - III. Bataillon (Rieckhoff)
  - MG-Abteilung von Petersdorff
  - Jäger-Bataillon
- Kavallerie-Regiment (Major Graf von Kanitz)
- Artillerie-Abteilung (Major Sixt von Arnim)
  - I. Batterie (Hauptmann Auerbach)
  - II. Batterie (Hauptmann Zimmermann)
  - III. Batterie
  - Freiwilligen-Fußartillerie-Batterie des I. Armeekorps (zugeteilt)
- Flieger-Abteilung 427
- Panzerwagenabteilung des Gov. Libau (zugeteilt)
- Weitere Divisionseinheiten

## Film
- Die letzte Front – Defenders of Riga